# Maritrema ovatum
Maritrema ovatum är en plattmaskart. Maritrema ovatum ingår i släktet Maritrema och familjen Microphallidae. Inga underarter finns listade i Catalogue of Life.